# District du Bas-Sassandra
 (novembre 2017).
Si vous disposez d'ouvrages ou d'articles de référence ou si vous connaissez des sites web de qualité traitant du thème abordé ici, merci de compléter l'article en donnant les références utiles à sa vérifiabilité et en les liant à la section « Notes et références ».
 (août 2020).
Le Bas-Sassandra  est un district de Côte d'Ivoire. 
Il fait partie des 14 districts que compte la Côte d'Ivoire dont les districts autonomes d'Abidjan et de Yamoussoukro. En 2021, sa population est de 2 687 176 habitants. 

## Géographie

### Administration
Ce district est situé dans le sud-ouest du pays, à la frontière avec le Libéria à l'ouest, entre le district des Montagnes au nord-ouest, le district du Sassandra-Marahoué au nord, le district du Gôh-Djiboua à l'est et le golfe de Guinée au sud.
Son chef-lieu de district est San-Pédro et il a une superficie de 25 800 km2.
Il contient les régions de San-Pédro, du Gbôklè et de la Nawa.

#### Division administrative
- région de San-Pédro :
  - San-Pédro
  - Tabou
- région du Gbôklè :
  - Sassandra
  - Fresco
- région du Nawa :
  - Soubré
  - Buyo
  - Guéyo
  - Méagui

### Démographie
La population autochtone est composée à majorité de peuples krous : ethnies kroumen, bété, bakwé… Cependant, la plupart des habitants sont aujourd'hui des allochtones venus d'autres régions ou d'autres pays, notamment baoulés, dioulas et burkinabés.
| 1988    | 1998      | 2014      | 2021      |
| ------- | --------- | --------- | --------- |
| 647 696 | 1 395 201 | 2 280 548 | 2 687 176 |

### Territoire
Cette région de la Côte d'Ivoire présente des plages, caractérisées par des criques sableuses abritées par des falaises rocheuses. De surcroît, à la différence de l'Est du pays et d'Abidjan, c'est le seul endroit du golfe de Guinée ou la « barre » n'existe pas, ce qui autorise la baignade sans danger.[réf. nécessaire] Ce district abrite également le parc national de Taï, la plus grande réserve naturelle du pays.

## Économie
Le district du Bas-Sassandra est l'un des plus riches du pays, notamment grâce au port de San-Pédro qui est le second de la Côte d'Ivoire après celui d'Abidjan (et premier terminal cacaoyer au monde).

## Histoire
Le district a été créé en 2011.
C'est dans ce district qu'ont débarqué les premiers explorateurs portugais au XVe siècle. Ainsi, Sassandra, Fresco et San Pédro ont conservé une consonance portugaise.